# Дом Перовских
Дом Перовских — здание-достопримечательность в Москве по адресу Новая Басманная улица, дом 27.

## История

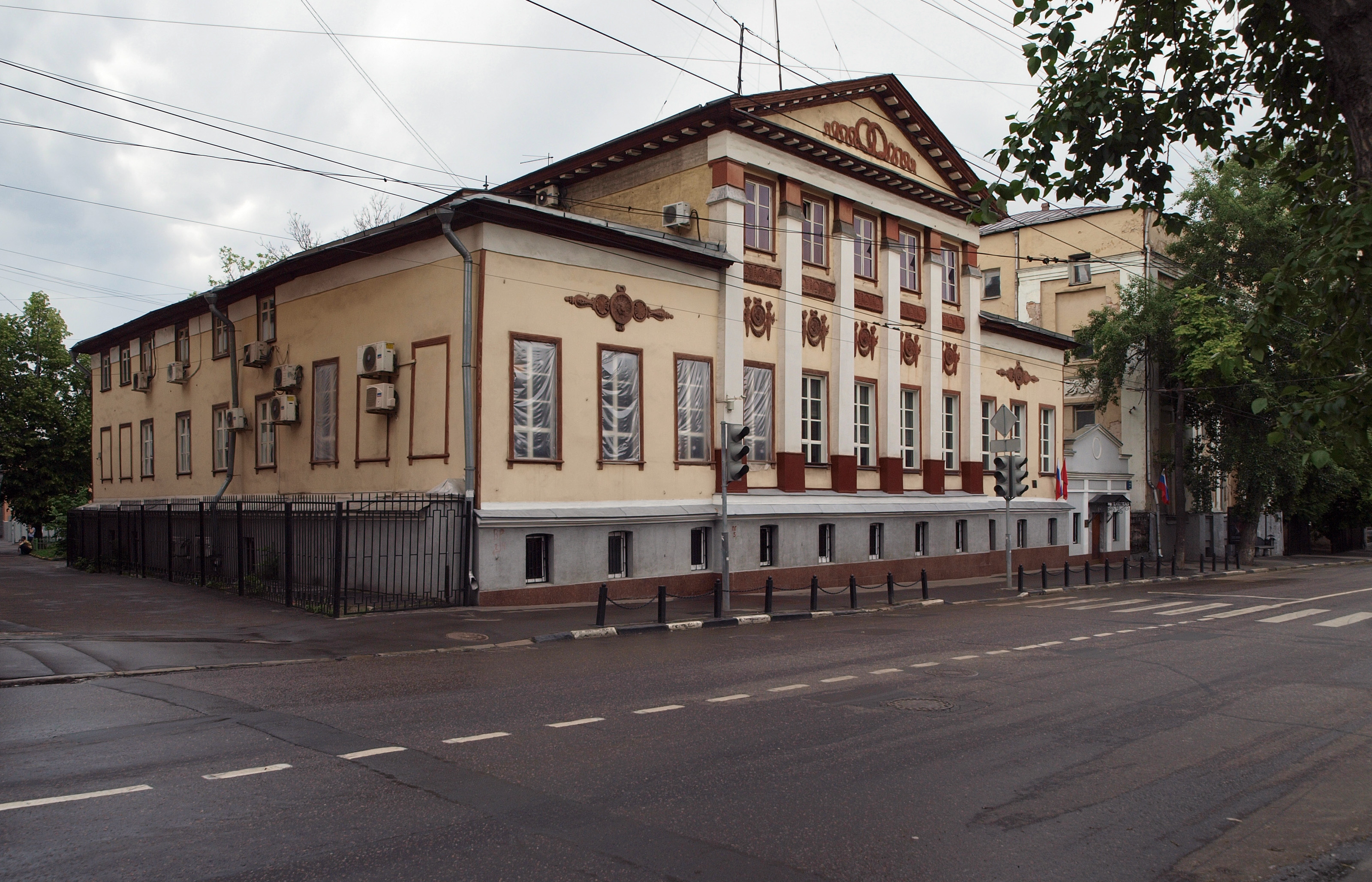
Дом в 2009 году

В XVIII веке территорией владели Мордвиновы. В начале XIX века хозяин — адмирал Николай Мордвинов. С 1810 года по 1811 год здесь проживал Николай Карамзин.
В 1812 году постройки во владении пострадали от пожара. В 1819 году построен нынешний облик дома Перовских. В этом же году территорией владеет Мария Соболевская, жена графа Алексея Кирилловича Разумовского. Фамилия их потомков была Перовские Когда Разумовский умер, то Соболевская вышла замуж за генерал-майора Денисьева.
В 1850 году здесь проживала Елена Денисьева. В 1857 году хозяева — Алексеевы.
В советское время здесь располагались жилые квартиры, а на первом этаже находился продовольственный магазин. В XXI веке — центральный офис банка «Огни Москвы». 16 мая 2014 года лицензия банка была отозвана, вывеска банка по состоянию на 2020 год остается на фасаде здания.

## Архитектура
Стиль ампир. Изготовлен из дерева. Украшен пилястрами, венками славы, лентами и медальонами.
На первом этаже находились парадные комнаты. На втором — спальни и столовая.

## Известные люди
Здесь бывали Перовские: Николай, губернатор Крыма, Алексей, Антоний Погорельский, Лев, министр внутренних дел и членом Государственного Совета, Василий, генерал-адъютант и Оренбургского генерал-губернатора, Борис, член Государственного Совета, Софья Перовская — одна из организаторов убийства императора Александра II в 1881 году. Здесь гостил и Карл Брюллов.